# Favreuil
Favreuil település Franciaországban, Pas-de-Calais megyében. Lakosainak száma 237 fő (2022. január 1.). Favreuil Mory, Bapaume, Sapignies, Bancourt, Beugnâtre és Biefvillers-lès-Bapaume községekkel határos.

## Népesség
A település népességének változása:
| Lakosok száma | 235  | 234  | 236  | 237  | 243  | 244  | 245  | 248  | 237  |
|               | 2013 | 2015 | 2016 | 2017 | 2018 | 2019 | 2020 | 2021 | 2022 |